# Entolasia imbricata
Entolasia imbricata är en gräsart som beskrevs av Otto Stapf. Entolasia imbricata ingår i släktet Entolasia och familjen gräs. Inga underarter finns listade i Catalogue of Life.